# The Plaza (Detroit)
La Professional Plaza Tower, también conocida como el edificio 'Hammer and Nail' debido a sus dos letreros iluminados icónicos (ahora eliminados), es un edificio de gran altura ubicado en 3800 Woodward Avenue en Midtown Detroit, Míchigan. Fue incluido en el Registro Nacional de Lugares Históricos en 2016.

## Historia
La Professional Plaza Tower fue construida como parte del ambicioso plan de renovación urbana del Detroit Medical Center llevado a cabo en la década de 1960. El proyecto preveía un anillo periférico de edificios residenciales y comerciales, incluidas tres torres vecinas de doce pisos que rodeaban el complejo del hospital central, pero este nunca se realizó por completo. 
Sin embargo, la Professional Plaza Tower, construida entre 1964 y 1966 para albergar las oficinas de médicos, cirujanos y dentistas, logró traer profesionales médicos de regreso a la ciudad y rápidamente se estableció como un ancla para el Centro Médico.
La torre quedó vacía en 2014, cuando se mudaron sus últimos inquilinos. Programado para su demolición, fue comprado por Roxbury Group con sede en Detroit en enero de 2015, y reabierto en octubre de 2017 después de una renovación de 22 millones de dólares que lo convirtió en un apartamento residencial de 72 unidades con locales comerciales en la planta baja.

## Arquitectura
La torre tiene doce pisos de altura y tiene una huella cuadrada. Fue diseñado por los arquitectos Gerald Crane y Norbert Gorwic en el estilo internacional. El exterior, en gran parte inalterado, consiste en un muro cortina de vidrio y aluminio, puntuado en cada uno de los cuatro lados con tres columnas de hormigón que se extienden desde la base hasta el techo. Los pisos primero y duodécimo son empotrados, y el ático se enfrenta con paneles prefabricados de hormigón. La característica principal del edificio eran dos letreros de neón, cada uno compuesto por tres martillos y un clavo, que se exhibían en las paredes del ático de las fachadas norte y sur. Los letreros se instalaron en la década de 1980, cuando el Sindicato de Carpinteros ocupó los dos pisos superiores de la torre, y se retiraron en 2016: uno fue devuelto al Sindicato, mientras que el otro fue restaurado y ahora se muestra en vestíbulo del edificio.